# Arpone

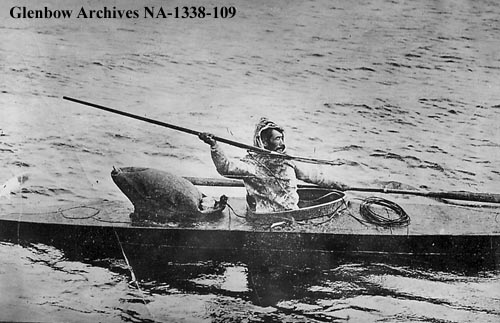
Cacciatore Inuit con un arpone su una canoa

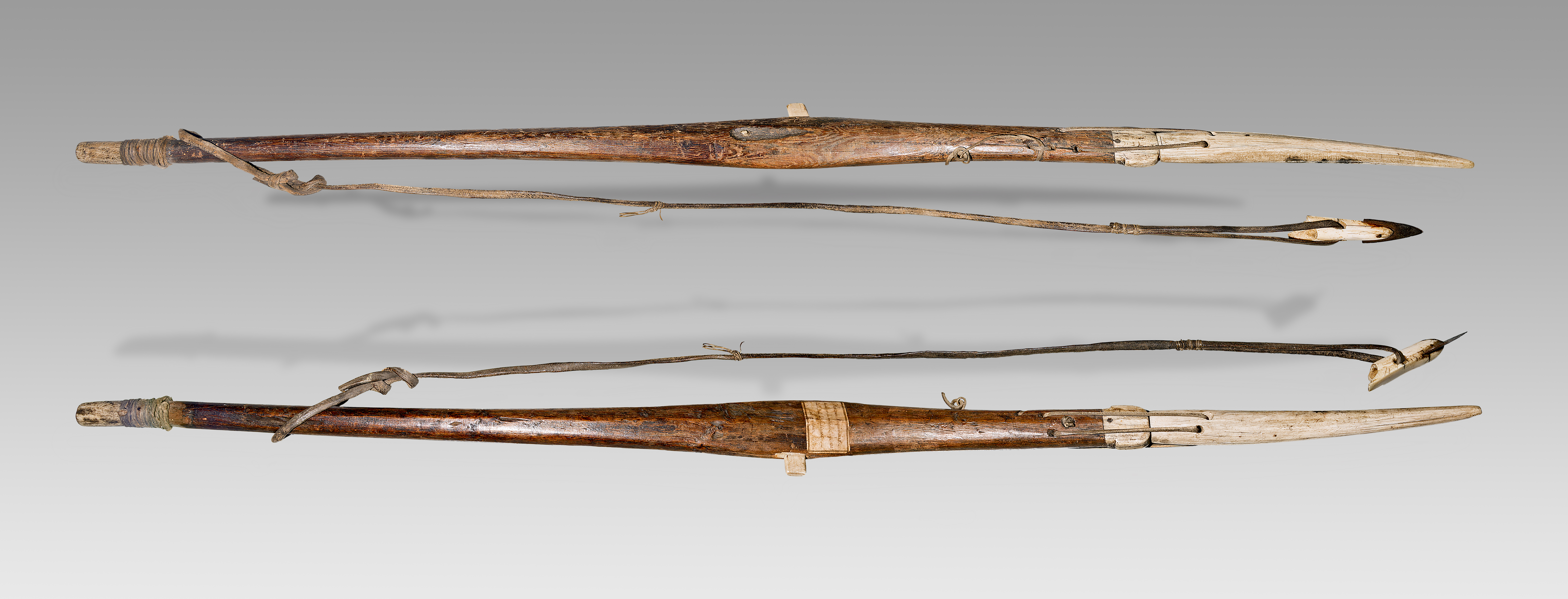
Arpone

L'arpóne (impropriamente arpione, meno corretto ma più comune) o fiocina, è uno strumento da caccia che consiste in una lunga lancia utilizzato nella pesca, nella caccia alla balena o ad altri mammiferi marini. 

## Utilizzo
Lo strumento viene utilizzato lanciandolo contro il bersaglio e fissandolo con una sagola legata dal capo opposto alla punta dello strumento. Un arpione può essere anche usato come arma o come attrezzo di fortuna per collegamenti navali.
Nelle prime forme utilizzate, l'arpone era costituito da una sola asta alla cui sommità vi era un uncino o una punta seghettata. L'arpone moderno è di solito in ferro ed è dotato di uno o più ardiglioni (punte diagonali che impediscono lo sganciamento del pesce). La cima a cui è collegato può essere più o meno leggera e spesso è resistente e fatta di fibra vegetale o artificiale. Quando è collegato ad un cannone e viene sparato, soprattutto per la caccia di grandi cetacei, l'arpone può assumere il nome di rampone.